# Pražský svaz malého fotbalu
PSMF, zapsaný ústav, je sportovní organizace, která organizuje pražské soutěže pražské malé kopané. Futsalové soutěže spadají pod ČMFS.[zdroj?] Ústav vznikl  roce 2015, navazuje na činnost spolku Pražský svaz malého fotbalu, který existoval v letech 1991 až 2023. Se 48 tis. sportovci šlo v roce 2023 šlo o desátou největší sportovní organizaci v České republice podle počtu sportovců.

## Soutěže malého fotbalu
- Futsal FIFA
- Futsal žen
- Hanspaulská liga
- Veteránská liga
- Superveteránská liga